# Vladimir Kouzitchkine
 (février 2021).
Vladimir Anatolievitch Kouzitchkine (en russe : Владимир Анатольевич Кузичкин), né en 1947, était un agent du KGB soviétique, qui fit défection à la station de Téhéran (Iran) du Secret Intelligence Service britannique en 1982.
Il publia ses mémoires dans une traduction anglaise en 1990, sous le titre Inside the KGB: my life in Soviet espionage [À l'intérieur du KGB : ma vie dans l'espionnage soviétique]. Contrairement à l'image d'omnipotence et d'efficacité du KGB véhiculée jusque-là en Occident, le livre de Kouzitchkine montre une institution minée par tous les maux de la société soviétique : bureaucratie, népotisme et corruption. L'ouvrage décrit par ailleurs en détail l'action du KGB et Iran, où Kouzitchkine était en poste, et la situation politique dans ce pays. 
La défection de Kouzitchkine était d'abord motivée par sa haine du système soviétique et non par une quelconque admiration de l'Occident. Il se décrit lui-même comme un patriote russe.